# الحزب الديمقراطي الشعبي (لبنان)
الحزب الديمقراطي الشعبي - لبنان هو حزب ماركسي - لينيني تأسس عام 1969 تحت اسم حزب العمل الاشتراكي العربي بمبادرة من الجبهة الشعبية لتحرير فلسطين ليكون ممثلها في الساحة اللبنانية وقد عرف حزب العمل الاشتراكي العربي عدة انقلابات وانشقاقات ابرزها انشقاق زاهر الخطيب الذي اسس رابطة الشغيلة والانشقاق الذي قاده نزيه حمزة والذي اسس الحزب الديمقراطي الشعبي
منذ نشأته انخرط الحزب في تحالف «الحركة الوطنية اللبنانية» بقيادة كمال جنبلاط وكان من أشد المدافعين عن الثورة الفلسطينية وحق الشعب الفلسطيني في الكفاح المسلح من اجل تحرير كامل التراب الفلسطيني وكانت له مشاركات عسكرية عديدة في معظم المعارك التي خاضتها القوات المشتركة خصوصا في جبل لبنان ضد ميليشيات الجبهة اللبنانية اليمينية وفي صيدا في معركة التصدي لتقدم الجيش السوري.
بعد الاجتياح الإسرائيلي للبنان عام 1982 انخرط الحزب في جبهة المقاومة الوطنية اللبنانية-جمول تحت اسم «قوات الشهيد رشيد بروم» وكانت له مشاركات دائمة في عمليات المقاومة الوطنية ضد العدو الإسرائيلي والميليشيات المتعاملة معه خصوصا في منطقتي الجبل ومحور شرق صيدا حيث كانت له عدة مواقع ثابتة واستمرت مشاركته في صفوف جبهة المقاومة الوطنية اللبنانية حتى العام 1998 أي حتى اخر عملية عسكرية للجبهة
بعد انتهاء الحرب الاهلية اللبنانية عام 1990 كان الحزب من المعارضين الدائمين للسياسات الاقتصادية للرئيس رفيق الحريري وما زال حتى اليوم من المعارضين لنهجه السياسي والاقتصادي.
انخرط الحزب في صفوف المعارضة الوطنية اللبنانية عام 2006 وهو من الاحزاب المؤيدة لحق الشعب اللبناني في مقاومة العدو الإسرائيلي حتى تحرير كامل الأراضي المحتلة.
تربطه اليوم علاقات مميزة بالتنظيم الشعبي الناصري وبحزب الله وسائر اطراف المعارضة الوطنية اللبنانية والاحزاب الداعمة للمقاومة اللبنانية والفلسطينية.
امينه العام هو محمد حشيشو مؤسس الحزب.

## وصلات خارجية
الموقع الرسمي للحزب الديموقراطي الشعبي - لبنان